# Helvetic Guards
Die Helvetic Guards waren ein American-Football-Team aus Zürich in der Schweiz. Die Mannschaft spielte 2023 in die European League of Football (ELF). Die Heimspiele wurden in der Lidl Arena in Wil SG, 40 Kilometer östlich von Zürich, ausgetragen.

## Geschichte

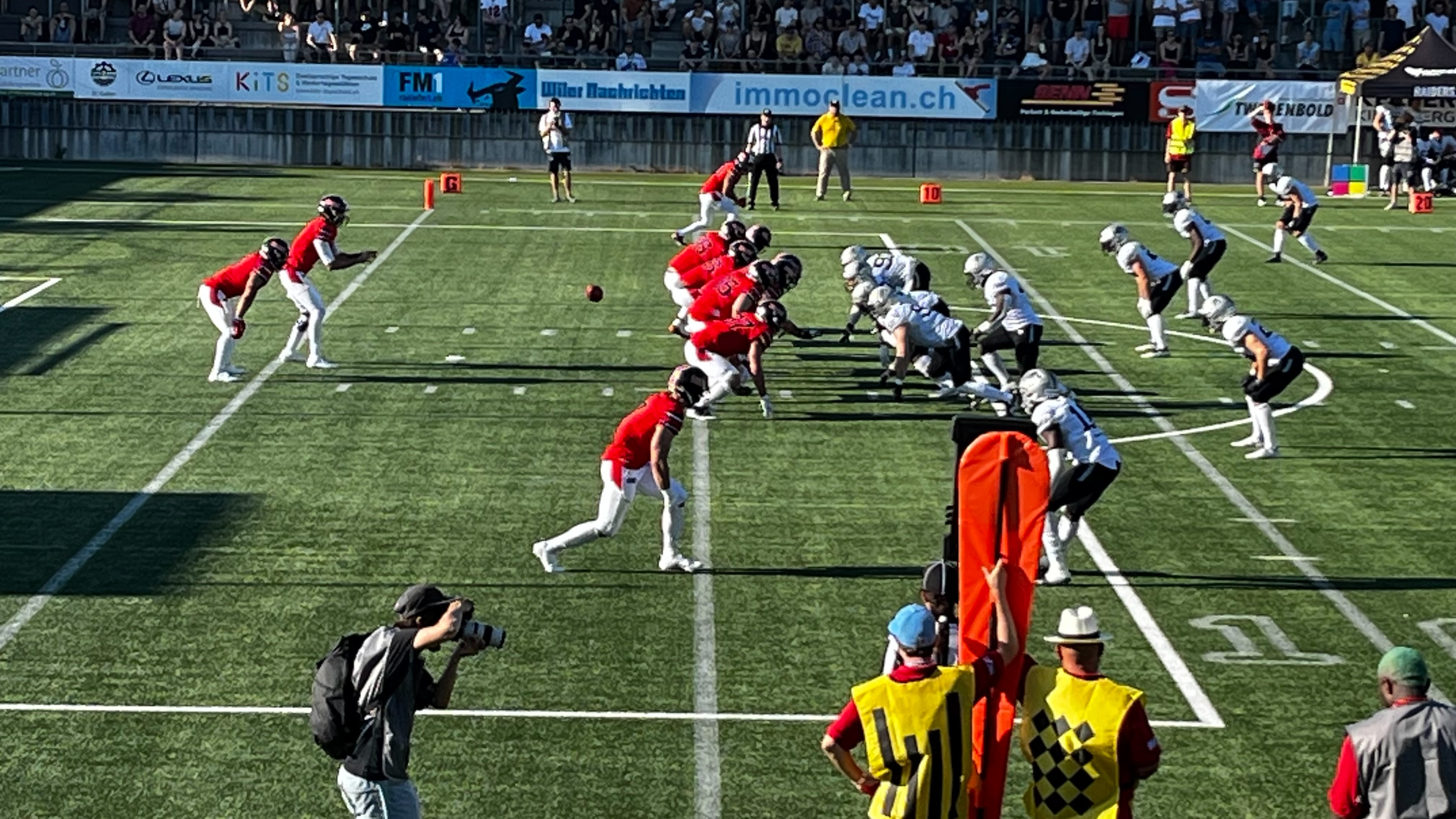
Erstes Heimspiel der Helvetic Guards am 11. Juni 2023 gegen die Raiders Tirol

Der Einstieg der neu gegründeten Franchise in die professionale Liga ELF wurde am 13. Mai 2022 im Rahmen einer Pressekonferenz zur Eröffnung der ELF-Saison 2022 bekannt gegeben. General Manager des Teams war Toni Zöller. Athletic Directors waren J.C. Williams und Matt Hammer.
Die Guards kooperierten mit den Emmen Dragons, die in der Liga C spielten. Unter anderem nutzten die Guards die Trainingsanlagen der Dragons. Die Heimspiele der Guards fanden in der Lidl Arena in Wil statt, die bis Juni 2023 modernisiert wurde.
Am 26. August 2022 stellten die Guards Norm Chow als Head Coach für die Saison 2023 vor. Chow war zuvor vor allem als Offensive Coordinator an verschiedenen amerikanischen Colleges wie UCLA oder BYU, in der NFL bei den Tennessee Titans und zuletzt in der XFL bei den Los Angeles Wildcats tätig.
Am 4. April 2024 machte die Helvetic Guards GmbH die Einstellung des Betriebs öffentlich. Den Platz übernimmt eine neue Franchise namens Helvetic Mercenaries.

## Statistik

### Platzierungen
| Saison | Conference | Platz | Spiele | S | N | SQ    | P+  | P−  | Diff | Conf | Serie    | Postseason | Zuschauer Ø |
| ------ | ---------- | ----- | ------ | - | - | ----- | --- | --- | ---- | ---- | -------- | ---------- | ----------- |
| 2023   | Central    | 4.    | 12     | 3 | 9 | 0,250 | 174 | 378 | −204 | 3:7  | 5N–3S–4N | —          | 2.260       |
| Summe  | Summe      | Summe | 12     | 3 | 9 | 0,250 | 174 | 378 | −204 | 3:7  |          | —          | 2.260       |

(HF: Halbfinale, CG: Championship Game)

### Direkter Vergleich
| Gegner            | erste Begegnung | Regular Season | Regular Season | Regular Season | Regular Season | Regular Season | Regular Season | Regular Season | Höchster Sieg      | Höchste Niederlage |
| Gegner            | erste Begegnung | Sp             | S              | N              | SQ             | P+             | P−             | Diff           | Höchster Sieg      | Höchste Niederlage |
| ----------------- | --------------- | -------------- | -------------- | -------------- | -------------- | -------------- | -------------- | -------------- | ------------------ | ------------------ |
| Barcelona Dragons | 2023            | 2              | 1              | 1              | 0,500          | 39             | 48             | 0−9            | 22:19 (+3 / 2023)  | 17:29 (−12 / 2023) |
| Milano Seamen     | 2023            | 2              | 1              | 1              | 0,500          | 31             | 56             | −25            | 31:24 (+7 / 2023)  | 0:32 (−32 / 2023)  |
| Munich Ravens     | 2023            | 2              | 0              | 2              | 0,000          | 16             | 74             | −58            | —                  | 10:39 (−29 / 2023) |
| Raiders Tirol     | 2023            | 2              | 0              | 2              | 0,000          | 21             | 46             | −25            | —                  | 7:22 (−15 / 2023)  |
| Rhein Fire        | 2023            | 2              | 0              | 2              | 0,000          | 17             | 94             | −77            | —                  | 0:51 (−51 / 2023)  |
| Stuttgart Surge   | 2023            | 2              | 1              | 1              | 0,500          | 50             | 60             | −50            | 31:13 (+18 / 2023) | 19:47 (−28 / 2023) |

Stand: 3. September 2023
Legende:
| Spiele       | Siege              | Niederlagen           |
| SQ Siegquote | P+ gemachte Punkte | P− gegnerische Punkte |

## Trainer

### Head Coaches
| # | Name      | Saisons | Regular Season | Regular Season | Regular Season | Regular Season | Play-offs | Play-offs | Play-offs |
| # | Name      | Saisons | Spiele         | S              | N              | SQ             | Spiele    | S         | N         |
| - | --------- | ------- | -------------- | -------------- | -------------- | -------------- | --------- | --------- | --------- |
| 1 | Norm Chow | 2023    | 12             | 3              | 9              | 0,250          | 0         | 0         | 0         |

## Eigentümer
Die Helvetic Guards GmbH wurde im Juni 2022 gegründet. Mehrheitseigner war Mukadder Erdönmez (51 %), Vorstandsmitglied der HDI Global. Weitere Gesellschafter waren Zeki Öztürk als Vorsitzender der Geschäftsführung, Matthew Hammer, Ferhat Kahraman, Christopher Williams sowie Toni Zöller als General Manager. Alle kamen aus dem Umfeld der Konstanz Pirates, einem deutschen Fünftligisten.
Im März 2023 übernahm Jörg Behrendt die Gesellschaft zu 100 % und wurde neuer Geschäftsführer, Zöller blieb General Manager. Unternehmer Behrendt war Präsident des Kooperationspartners Emmen Dragons und früher Hauptsponsor der Luzern Lions.